# Ужгородський меморандум
Ужгородський меморандум — документ Центральної Руської Народної Ради від 8 травня 1919 року, підписаний у приміщенні колишнього Будинку правління Ужанського комітату в Ужгороді, в якому спільний орган русинських національних рад (Ужгорода, Пряшева і Хуста), за участю представників еміграції, висловили готовність стати автономною частиною Чехословаччини.

## Сутність
Документ підтверджував результати плебісциту русинів у США в грудні 1918 року і включав чотирнадцять пунктів, які сформулював за американськими мірками Григорій Жаткович.

## Причини
Для русинів Закарпаття приєднання до Чехословаччини на той час було практично єдиною альтернативою, оскільки з Росії ширився большевизм, ЗУНР стала об'єктом польської окупації, а орієнтація угорських русинів на Будапешт нігілювалася через комуністичний переворот у Будапешті. ЦУНР оформлена 8 травня 1918 р. і 16 травня 1918 р. обговорила майбутні стосунки з ЧСР і Русі.

## Можливості та їх реалізація
Рада також запропонувала Г.Жатковичу посаду міністра русинської держави в Чехословаччині.
ЦУНР послала 23 травня 1919 р. в Прагу понад сотню членів депутації, яку прийняв міністр внутрішніх справ А. Свехла і президент Т. Масарик.
Значення меморандуму, як додатку до волі русинів США, полягало у вираженні дійсного наміру русинського краю приєднатися як автономія до Чехословаччини. Меморандум як «волю народу Карпат» було надіслано на мирну конференцію в Париж.
Обіцяної автономії русини дочекалися лише в середині грудня 1938 року на підставі Конституційного закону ЧСР № 328/1938.